# Langsnuitvaalhaai
De langsnuitvaalhaai (Iago garricki) is een haai uit de familie van de gladde haaien.

## Natuurlijke omgeving
De langsnuitvaalhaai komt voor in het midden van het westelijke deel van de Grote Oceaan bij Australië (inclusief West-Australië), Vanuatu en de Filipijnen.
Langsnuitvaalhaai (Iago garricki) · Grootoogvaalhaai (Iago omanensis)